# Exetastes ometus
Exetastes ometus là một loài tò vò trong họ Ichneumonidae.